# 머리 회전 방지 에어백

## 상세
머리 회전 방지 에어백은 자동차 충돌사고 발생 시 머리 회전에 의한 상해를 줄여주는 신기술 에어백이다.
현대모비스가 ‘머리 회전 방지 에어백’을 자체 개발했다 충돌 시 머리 회전을 억제하는 돌출부(보조 챔버)가 전면 에어백 왼쪽에서 튀어나오도록 한다. 동승석 탑승객이 차량 안쪽으로 쏠리는 시점에 해당 부위 압력을 최대로 높여 머리 상해를 저감한다. 충돌 뒤 0.05초 만에 왼쪽 챔버가 최대로 부풀어 오르고 탑승객의 머리가 회전하는 0.06초 시점에 챔버 압력을 최대로 하는 장치가 작동된다. 탑승객과 운전자 간의 충돌을 막아주고, 강한 충격으로 목이 왼쪽으로 꺾이면서 입는 부상을 효과적으로 막아준다.

## 수상
- 미국 도로교통안전국(NHTSA) 신규 충돌안전 테스트 ‘머리 회전 상해(BRIC) 부문’ 만점

## 같이 보기
- 현대자동차그룹
- 현대모비스